# Macdunnoughia tetragona
Macdunnoughia tetragona är en fjärilsart som beskrevs av Walker 1857. Macdunnoughia tetragona ingår i släktet Macdunnoughia och familjen nattflyn. Inga underarter finns listade i Catalogue of Life.